# 28S rRNA

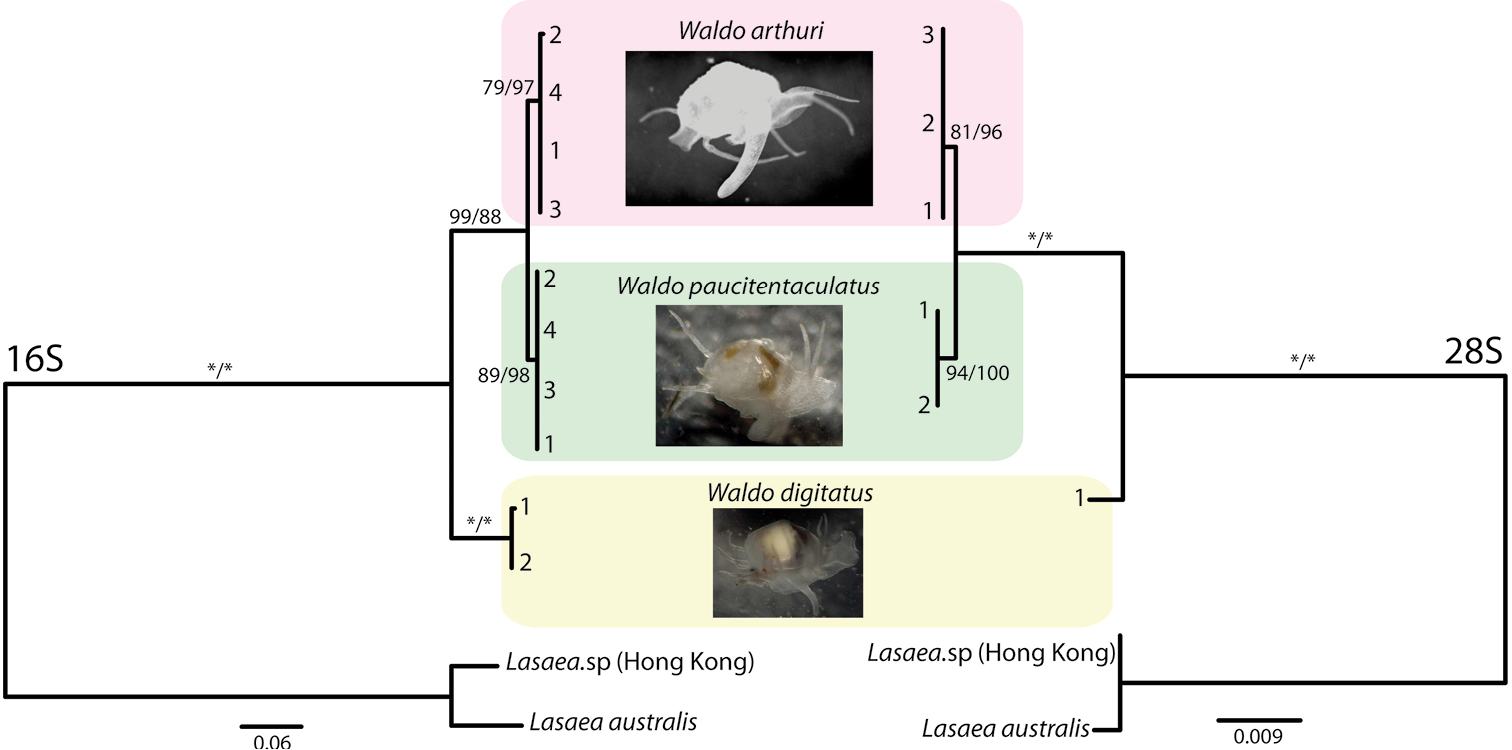
Waldo屬下三個種的16S以及28S rRNA的系統發生圖

28S rRNA（rRNA意爲核糖體RNA（ribosomal RNA））是組成真核生物核糖體大亞基的核糖體RNA，是所有真核細胞都會含有的化學組分之一。28S rRNA和原核生物的23S rRNA具有同源性。
編碼28S rRNA的基因稱爲28S rDNA。28S rDNA的基因序列常用於構建系統發生圖的分子分析。